# Chelonomorpha
Chelonomorpha là một chi bướm đêm thuộc họ Noctuidae.

## Các loài
- Chelonomorpha austeni Moore, 1879
- Chelonomorpha burmana Strand, 1912
- Chelonomorpha formosana Miyake, 1907
- Chelonomorpha japana Motschulsky, 1860